# Gustav Wilhelm Ludwig Struve
Gustav Wilhelm Ludwig von Struve (1er novembre 1858 - 4 novembre 1920) est un astronome germano-balte, sujet de l'Empire russe, de la famille d'astronome Struve. En russe son nom est parfois donné comme Lioudvig Ottovitch Strouve (Людвиг Оттович Струве) ou Lioudvig Ottonovitch Strouve (Людвиг Оттонович Струве).

## Biographie
Il est moins connu que son grand-père Friedrich Georg Wilhelm von Struve ou son père Otto Wilhelm von Struve ou son fils Otto Struve. Il est le frère de Hermann Struve.
Après avoir commencé à travailler avec son père et son frère à l'observatoire de Poulkovo, il part pour l'université de Kharkov dont il devient directeur de l'observatoire. Son fils naît à Kharkov.
Son fils Otto Struve sert comme officier des Armées blanches pendant la guerre civile qui suit la révolution russe. Pendant la retraite vers leur exil, Ludwig meurt à Sébastopol.